# Conus gracilissimus
Conus gracilissimus é uma espécie de gastrópode do gênero Conus, pertencente à família Conidae.